# یوسوکه آداچی
یوسوکه آداچی (انگلیسی: Yusuke Adachi؛ زادهٔ ۵ دسامبر ۱۹۶۱) بازیکن فوتبال اهل ژاپن است.
از باشگاه‌هایی که در آن بازی کرده‌است می‌توان به باشگاه فوتبال توکیو وردی اشاره کرد.